# Мардахиашвили, Зураб Давидович
Зураб Давидович Мардахиашвили (род. 1 апреля 1962 года, Тбилиси, ГрССР, СССР) — российский архитектор, академик Российской академии художеств (2012). Заслуженный архитектор России (2021).

## Биография
Родился 1 апреля 1962 года в городе Тбилиси, живёт в городе Москве.
С 1984 года — член Союза дизайнеров СССР.
В 1985 году окончил архитектурный факультет Тбилисской государственной академии художеств.
С июня 1985 по март 1991 года — работал архитектором в Тбилисском художественно-производственном комбинате Х.Ф.ГССР.
С апреля 1991 по май 1994 года — работал архитектором в Союзе дизайнеров Грузии.
С 1994 года — работает заведующим отделом дизайна в Московском отделении фонда дизайна Грузии.
С 2002 года — руководитель отдела дизайна и новых форм в Московском музее современного искусства.
В 2007 году — избран членом-корреспондентом, в 2012 году — академиком Российской академии художеств от Отделения архитектуры.

## Творческая деятельность
Проекты и постройки:
Под руководством академика З. К. Церетели участвовал в разработке и реализации проектов:
- проект благоустройства детского городка «Мзиури», г. Тбилиси(1988 г.);
- проект благоустройства дизайна и малых форм в г. Москве, Северное Чертаново.

В составе авторских групп принимал участие в проектировании и строительстве:
- «Музей Великой Отечественной войны на Поклонной горе» (1993—1995 гг.);
- Проект «Детского парка чудес», г. Москва, Нижние Мневники;
- «Торгово-развлекательный комплекс Манежная площадь» (1994—1997 гг.);
- Художественное оформление фундаментальной библиотеки МГУ (2005 г.);
- Художественное оформление станций метро «Дубровка», «Цветной бульвар» (2007 г.), «Трубная» (2008 г.);
- Воссоздание Храма Христа Спасителя г. Москва- куратор по росписи и наружных убранств Храма Христа спасителя (2000 г.);
- Кружевной мост Храма Христа Спасителя (2001 г.);
- участвовал в разработке композиции входной группы Московского зоопарка;
- Дом музыки на Краснохолмской набережной — знак «Скрипичный ключ» (2002 г.).

Работы в области монументального искусства:
- Скульптура, посвященная 300-летию создания Российского морского флота «Петр Великий» (г. Москва,1996-1998 гг.)
- Скульптура Святого Георгия (г. Тбилиси, 2006 г.);
- Монумент жертвам 11 сентября 2001 г. (г. Нью-Йорк, 2006 г. скульптор З. К. Церетели);
- Монумент жертвам Бесланской трагедии (г. Москва, 2009 г., скульптор З. К. Церетели).
- Памятник жертвам Холокоста в Иерусалиме (Израиль);
- Памятник П. А. Столыпину (г. Ульяновск, 2012 г.)